# Marc De Buck
Marc De Buck (Petegem-aan-de-Leie, 16 februari 1945) is een Belgisch Open Vld-politicus.
De Buck studeerde germaanse filologie aan de Universiteit Gent om nadien zijn loopbaan de startten in het onderwijs als leraar Nederlands en Engels. In 1982 werd hij verkozen als liberaal raadslid in de gemeenteraad van de stad Deinze. Vanaf 1985 ging hij zetelen in de provincieraad van Oost-Vlaanderen en was er voorzitter van 1991 tot 1994. Na de verkiezingen van 1999 kreeg hij een functie binnen de uitvoerende macht van de provincie Oost-Vlaanderen. Hij werd gedeputeerde verantwoordelijk voor economie en ruimtelijk ordening en diende ambtshalve de gemeenteraad van Deinze te verlaten.
Na de verkiezingen van 2012 werd hij opnieuw voorzitter van de provincieraad. De meerderheid wordt er gevormd door Open Vld, CD&V en Sp.a, welke afspraken dat Marc De Buck voorzitter bleef voor 3 jaar.
Zijn echtgenote Annie Mervillie wordt gedurende de legislatuur 2013-2018 voorzitter van de gemeenteraad van Deinze.